# Elfonía
Elfonía é uma banda de rock de Monterrey, México. Seu som é uma mistura de várias influencias, como doom, gothic, e rock progressivo. 
Eles são considerados uma das mais inovadoras bandas do Metal mexicano, Elfonía procura sempre uma melhor sonoridade e delicadeza e ao mesmo tempo um som pesado. 
A banda começou em 2001 quando Alejandro Millán (teclado) e Marcela Bovio (vocal e violino), depois de deixarem um projeto antigo, re-começaram a trabalhar juntos em um novo projeto musical. Com tempo, esse novo projeto se tornou mais sólido e começou a chamar atenção.
Em Novembro de 2002, a banda teve a oportunidade de abrir o show para Haggard e Ataraxia. Alejandro and Marcela chamaram Roberto Quintanilla (guitarras), Pablo González (baixo) e Javier Garagarza (bateria) para completar a banda.
Em 2003 a banda gravou seu primeiro álbum, que foi muito bem recebido e gerou ótimos comentários da critica
E em Novembro de 2005, Elfonía gravou seu segundo álbum, "This sonic landscape". Outra vez a banda foi muito elogiada pela critica de todo o mundo. 

## Membros
- Marcela Bovio (vocais e violino)
- Alejandro Millán (teclado)
- Roberto Quintanilla (guitarras)
- Pablo González Sarre - (baixo)
- Javier Garagarza - (bateria)

## Discografia
- 2003 - Elfonía
- 2005 - This Sonic Landscape